# 李绍昌
李绍昌（1891年—？），别号景周，广东中山人。中华民国教授。
1917年，获耶鲁大学教育学学士学位。1918年，毕业于哥伦比亚大学，获硕士学位，1922年至1943年间，在夏威夷大学担任中国语言和文学教授，1943年起任密歇根大学中国文化教授，著有《半生杂记》一书。